# Vịnh Martaban
Vịnh Martaban (tiếng Miến Điện: မုတ္တမပင်လယ်ကွေ့) là một nhánh của biển Andaman ở phần phía nam của Myanmar. Vịnh được đặt theo tên của thành phố cảng Mottama (tên cũ là Martaban). Salween Sittaung và Yangon đổ vào vịnh này.
Một đặc điểm của vịnh Martaban là nó có đường bờ biển bị ảnh hưởng mạnh bởi thủy triều. Thủy triều dao động từ 4–7 m với điểm thủy triều cao nhất nằm tại điểm Con Voi ở phía tây vịnh Martaban.
Trong lúc triều cường, khi thủy triều lên đến khoảng 6,6 m, vùng nước đục có diện tích trên 45.000 km² khiến nó trở thành một trong những vùng nước đục kéo dài lớn nhất của các đại dương trên thế giới. Khi triều cường xuống, với mức thủy triều 2,98 m, khu vực nước đục nhiều giảm xuống còn 15.000 km². Mép của vùng nước đục ở mức cao di chuyển vào và ra đồng bộ với mỗi chu kỳ thủy triều gần 150 km.